# Гемоглобінемія
Гемоглобінемія — це медичний стан, який настає при надлишку гемоглобіну в плазмі крові. Це ефект внутрішньосудинного гемолізу, при якому гемоглобін відділяється від еритроцитів, є формою анемії.
Гемоглобінемія може бути викликана внутрішніми або зовнішніми факторами. Коли гемоглобінемія спричинена внутрішніми, вона є результатом рецесивних генетичних дефектів, які спричиняють лізис еритроцитів, дозволяючи гемоглобіну вийти з клітини в плазму крові.
При внутрішньосудинному гемолізі гемоглобін вивільняється і зв'язується з гаптоглобіном. Це призводить до зниження рівня гаптоглобіну. Як тільки гаптоглобін насичений, вільний гемоглобін легко поширюється в тканини, де він може піддаватися впливу окислювальних умов. У таких умовах гем може вивільнятися з метгемоглобіна. Вільний гем може потім прискорити пошкодження тканин, сприяючи перекисним реакціям і активації запальних каскадів. Гемопексин (Hx) — ще один глікопротеїн плазми, здатний зв'язувати гем із високою спорідненістю. Гемопексин секвеструє гем в інертній, нетоксичній формі і транспортує його в печінку для катаболізму та виведення. Поки і гаптоглобін, і гемопексин насичені, вільні гемоглобіни, що залишилися, фільтруються в нирках, і частина з них реабсорбується через проксимальні канальці.
При зовнішньо спричиненій гемоглобінемії зовнішній нападник діє як антитіло проти еритроцитів. Це може призвести до руйнування клітин і вивільнення їх гемоглобіну. При позасудинному гемолізі еритроцити фагоцитуються макрофагами в селезінці та печінці.
Анормальне значення гемоглобіну не обов'язково вказує на медичну проблему, що потребує лікування. Дієта, рівень активності, ліки, жіночий менструальний цикл та інше можуть вплинути на результати. Крім цього, у людини може бути рівень гемоглобіну вище норми, якщо він/вона живе на великій висоті.

## Причини
Є й інші причини, крім тих, що пов'язані з процесами в клітинах крові організму. Інші фактори, які можуть викликати надлишок гемоглобіну включають:
- Куріння (що може призвести до низького рівня кисню в крові)
- Велика висота, де виробництво червоних кров'яних тілець природним чином збільшується, щоб компенсувати низький запас кисню

Специфічні розлади або інші фактори, які можуть спричинити високий рівень гемоглобіну, включають:
- Захворювання легенів[3]
- Хвороби серця[3]
- ХОХЛ (хронічна обструктивна хвороба легень)
- Зневоднення
- Емфізема
- Серцева недостатність
- Рак нирки
- Рак печінки
- Інші види серцевих захворювань
- Інші види легеневих захворювань
- Справжня поліцитемія — розлад, при якому ваше тіло виробляє занадто багато еритроцитів. Вона може викликати головний біль, втому та задишку[3][4].

## Діагностика

### Нормальний рівень гемоглобіну
Нормальний рівень гемоглобіну корелює з віком і статтю людини. Норми можуть відрізнятися в різних системах тестування та за консультацією лікаря. Тест на гемоглобін вимірює кількість гемоглобіну у вашій крові. Якщо аналізи на гемоглобін показують, що рівень у людини нижчий за норму, це означає, що у неї низький рівень еритроцитів, який відомий як анемія. Якщо тест показує вище норми, це означає, що у неї гемоглобінемія. 
Нормальний діапазон гемоглобіну становить:
- Для чоловіків від 13,5 до 17,5 грамів на децилітр[5]. 13,5 і 18 г/дл — це нижня та верхня межі допустимого діапазону[5].
- Для жінок від 12,0 до 15,5 грамів на децилітр[6]. 12 і 16 г/дл– це нижня та верхня межі допустимого діапазону[5].

Симптоми анемії

## Лікування
Високий рівень гемоглобіну зустрічається рідко, але зазвичай розглядається як симптом основного захворювання. Консультація лікаря — найкраще лікування, щоб він/вона міг діагностувати вашу хворобу та дати рекомендований план лікування, щоб знизити рівень гемоглобіну до норми. 